# آشپزی بلوچی
آشپزی بلوچی غذا و آشپزی مردم بلوچ از منطقه بلوچستان است که شامل استان بلوچستان پاکستان، استان سیستان و بلوچستان در ایران و استان نیمروز در افغانستان است. غذاهای بلوچ دارای تنوع منطقه‌ای هستند که در تضاد با بسیاری از آشپزی‌های پاکستانی و ایرانی قرار دارد.

## گوشت
غذای بلوچ بدون گوشت ناقص است. بیشتر غذاهای گوشتی بر روی حرارت غیرمستقیم با ادویه‌های بسیار محدود پخته می‌شوند تا طعم واقعی حفظ شود، مانند ساجی، دمپخت، کباب کادی و غیره. یکی دیگر از غذاهای بسیار سنتی که از نسل‌ها به ارث رسیده است، تباهگ نام دارد. این غذا یک بز کامل است که با انار خشک و نمک مزه‌دار می‌شود.

## ماهی
ماهی غذای رایجی در منطقه ساحلی بلوچستان است. رایج‌ترین آن «مایو برنج» است که ساده شده آن ماهی با برنج است.

## نان
در آشپزی بلوچی نان‌های متنوعی وجود دارد که بسته به منطقه متفاوت است. یکی از نان‌های معروف که به «نان چوپان» نیز شناخته می‌شود، «کاک» یا «کرنو» نام دارد. این نان از گندم تهیه می‌شود و دور یک سنگ گرد داغ پیچیده می‌شود و در اطراف آتش در یک توپ نان سخت پخته می‌شود که می‌تواند برای چند روز ماندگار باشد.

## دسر
درست مانند نان، دسر از منطقه ای به منطقه دیگر یا طایفه به طایفه ای دیگر متفاوت است. یکی از دسرهای معروف که از نسل‌ها به نسل‌های بعدی منتقل شده، «حلوا گوادری» است. این حلوا در یک قابلمه فلزی گرد و قدیمی پخته می‌شود و مانند کیک‌های داغ به فروش می‌رسد.